# 黑喉腔吻鱈
黑喉腔吻鱈（学名：Coelorinchus fuscigulus），又名鱈魚，为輻鰭魚綱鱈形目鼠尾鱈科腔吻鱈屬下的一个种，為深海底棲性魚類，分布於菲律賓海及南中國海海域，深度400-600公尺，體長可達32.2公分，生活習性不明。